# Casa Dansant
La Casa Dansant (Tančící dům en txec) és un edifici desconstructivista del Nationale-Nederlanden ubicat a Praga, a la República Txeca. Va ser dissenyat per l'arquitecte txec-croata Vlado Milunić en col·laboració amb l'arquitecte canadenc Frank Gehry, en una parcel·la davant del riu Vltava. L'edifici va ser dissenyat el 1992 i acabat el 1996.
El seu disseny, no gaire tradicional, va ser polèmic en el seu moment perquè la casa destaca entre els edificis barrocs, gòtics i d'art nouveau del centre del districte de Praga 2 i que, segons un sector de la població, no concordava amb aquests estils arquitectònics. El llavors president txec Václav Havel, que va viure durant unes dècades al costat de l'edifici, va donar suport activament al projecte amb l'esperança que l'edifici es convertís en un centre d'activitat cultural.
Inicialment, Gehry va anomenar l'edifici com a Fred and Ginger, pels famosos ballarins Fred Astaire i Ginger Rogers (i la sensació que evoca la construcció a una parella de ballarins), però aquest nom està en desús. A més, el mateix Gehry va reconèixer posteriorment una certa por a la importació del kitsch americà de Hollywood a Praga, i és per això que ell mateix va descartar aquest nom.

## Galeria d'imatges

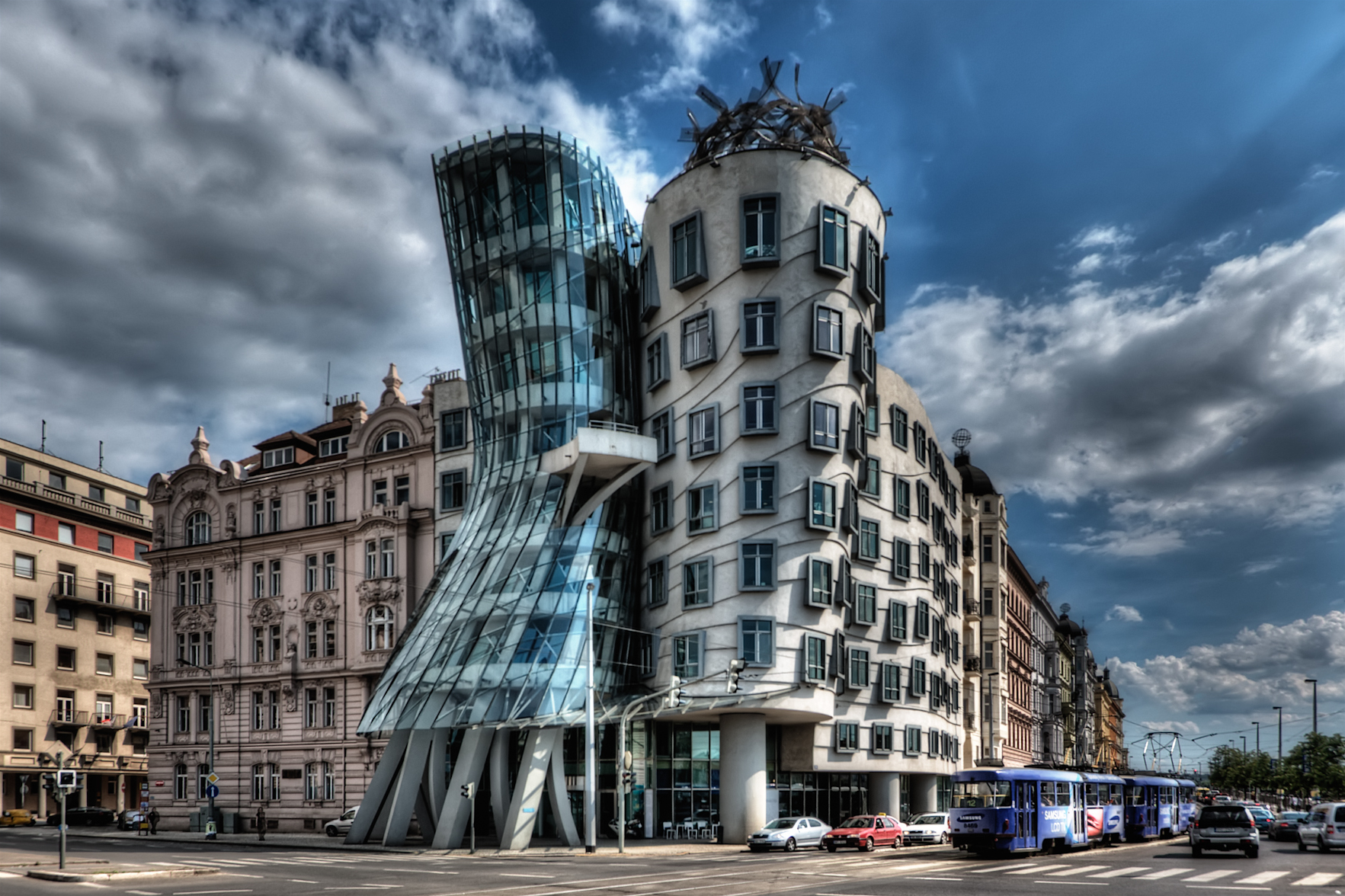
Façana
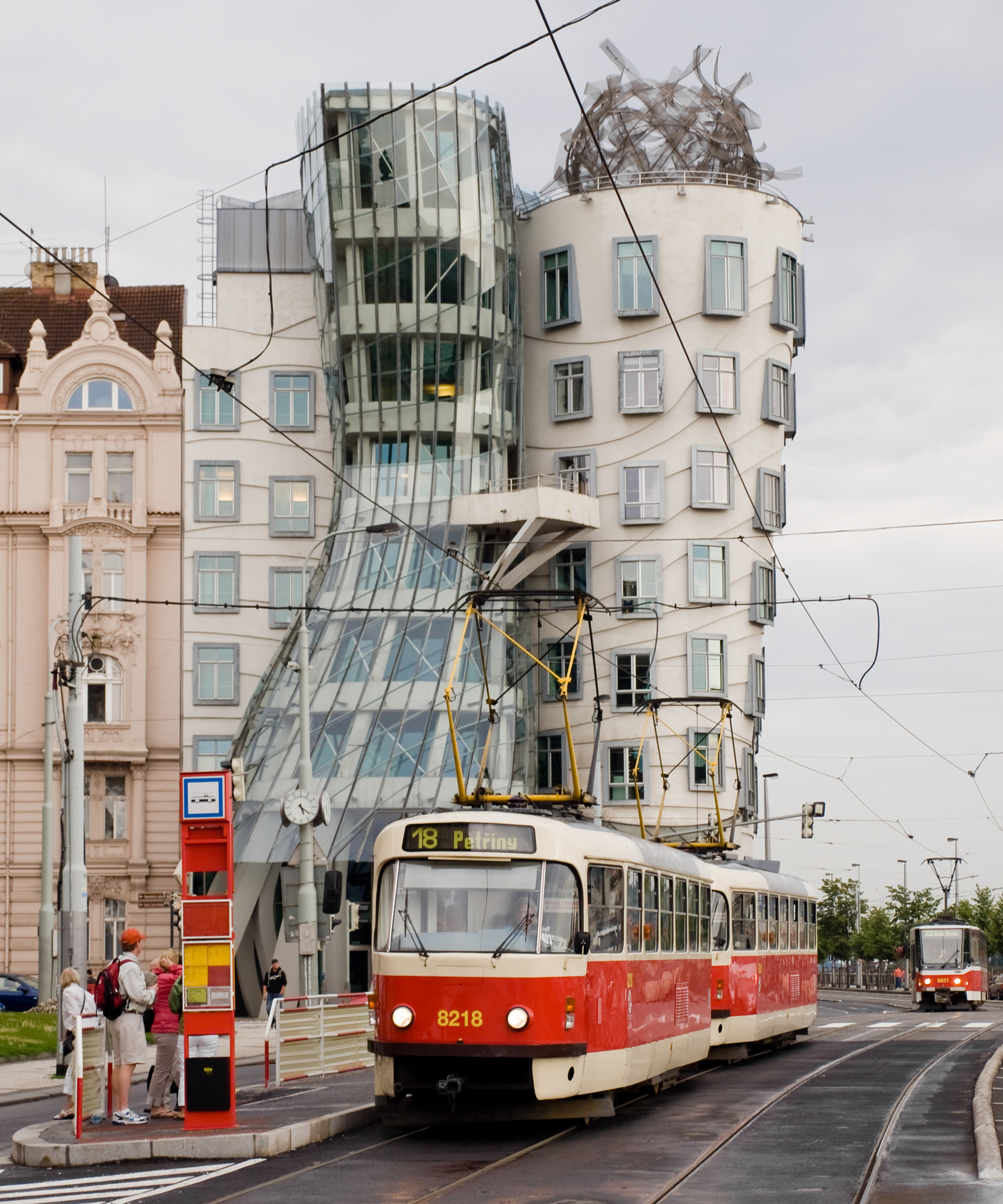
Façana amb tramvia
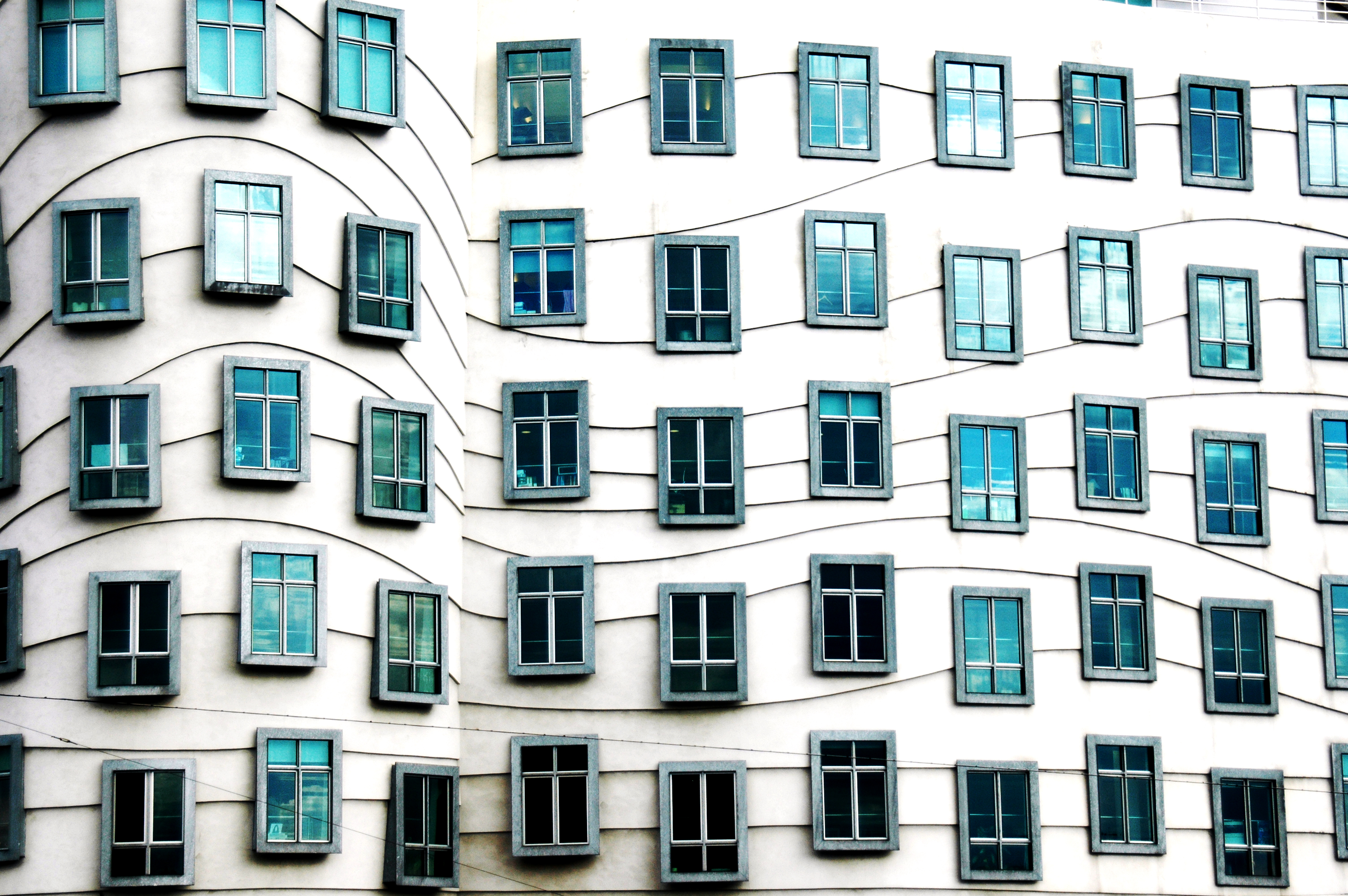
Detall finestres
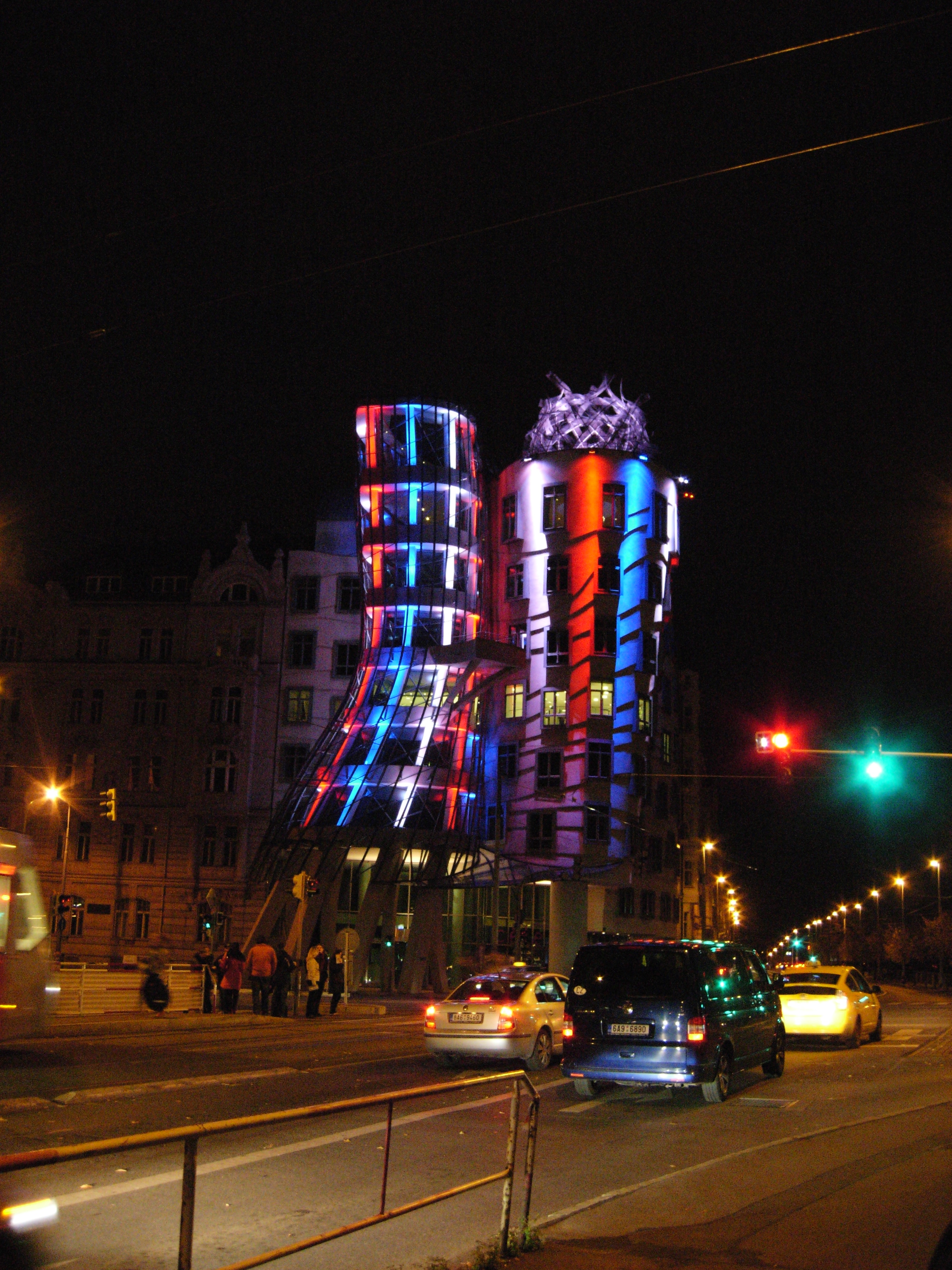
Casa Dansant de nit
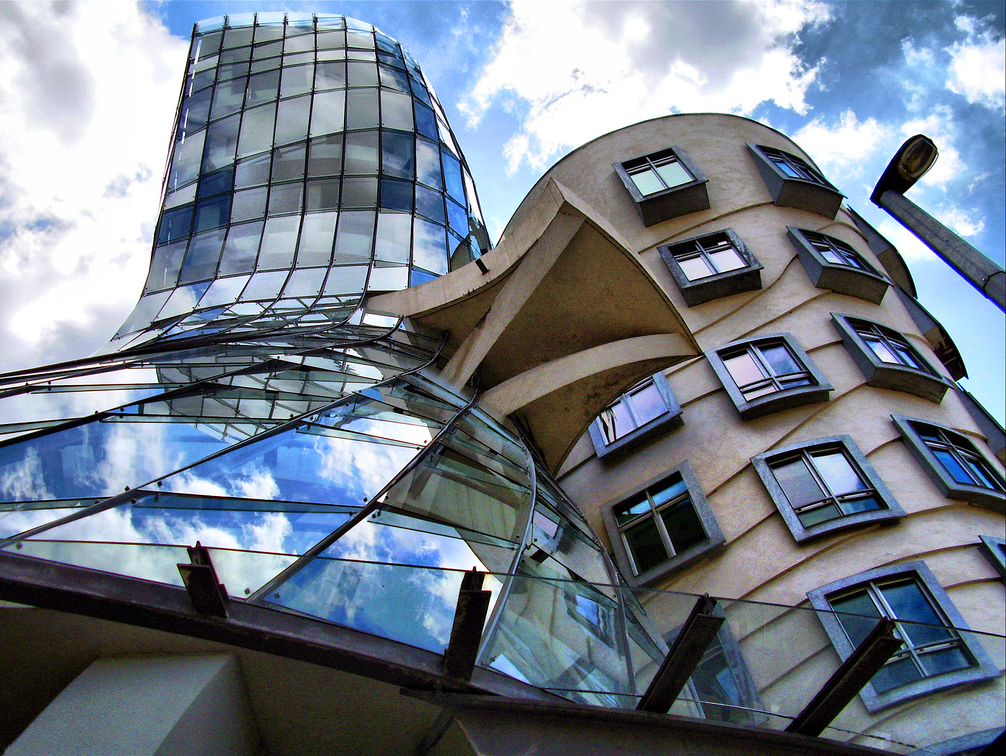
Vista des de baix
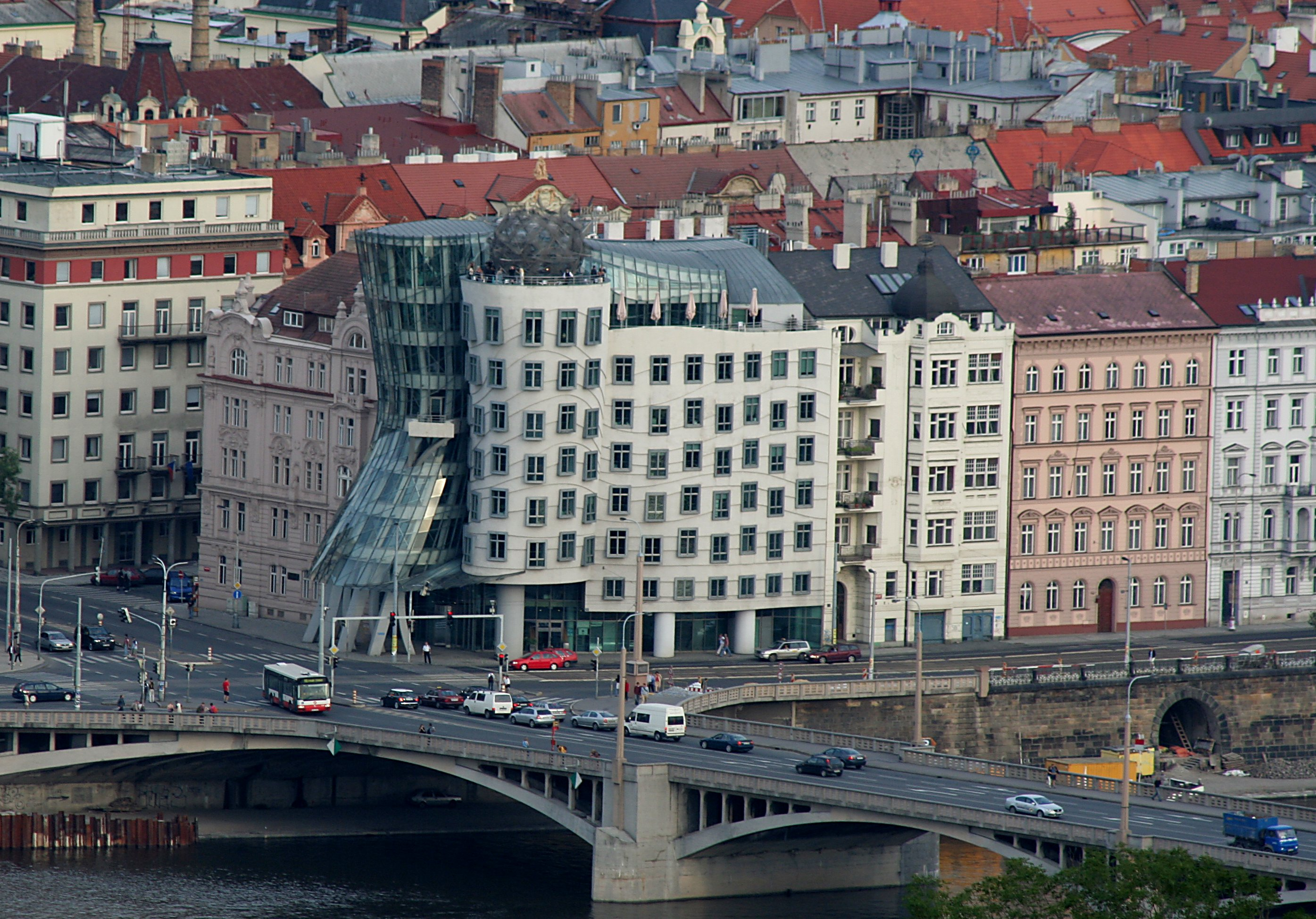
Des de l'altra vora del riu Vltava